# Punata (provins)

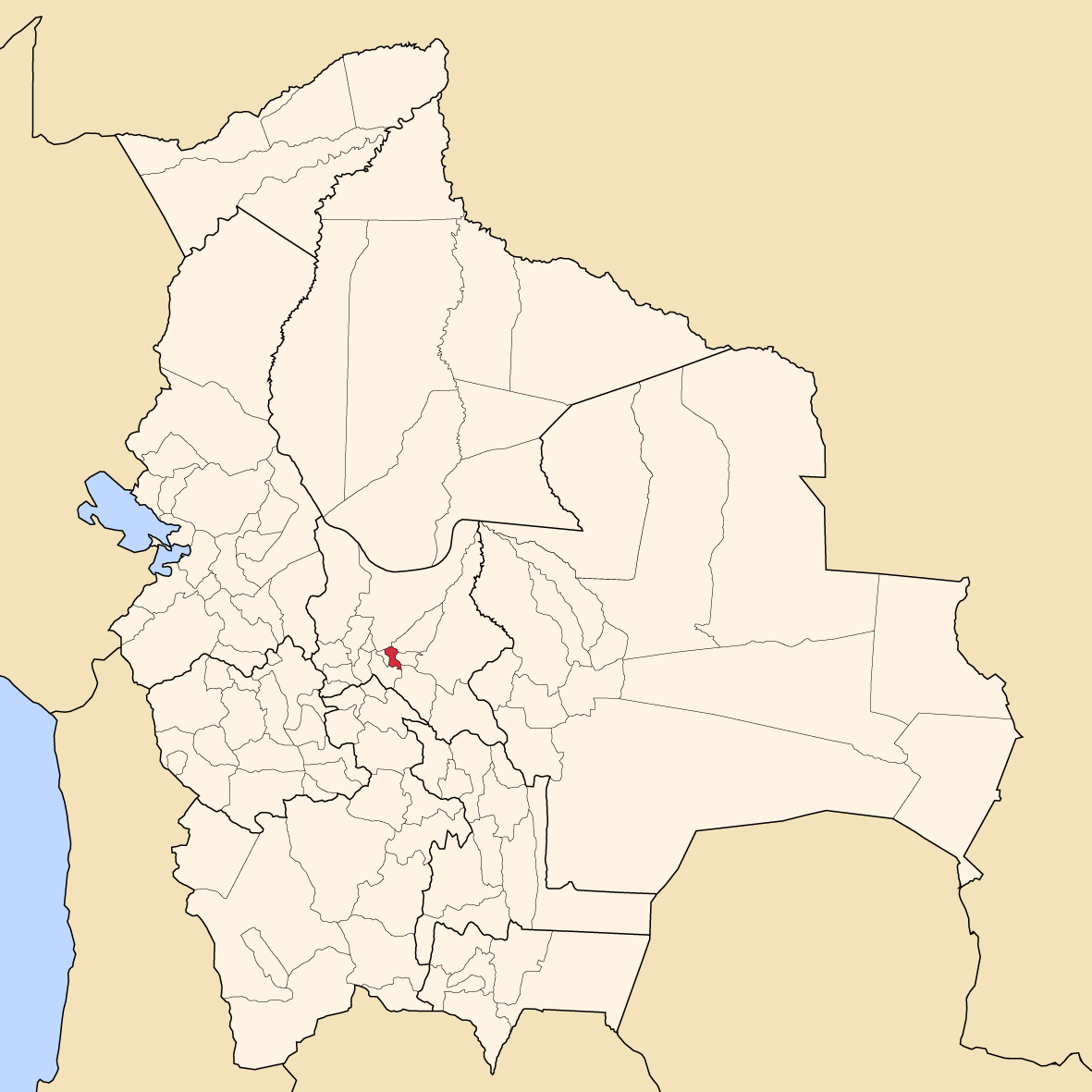
Provinsens läge i Bolivia

Punata är en provins i departementet Cochabamba i Bolivia. Den administrativa huvudorten är Punata.